# Fernand Khnopff

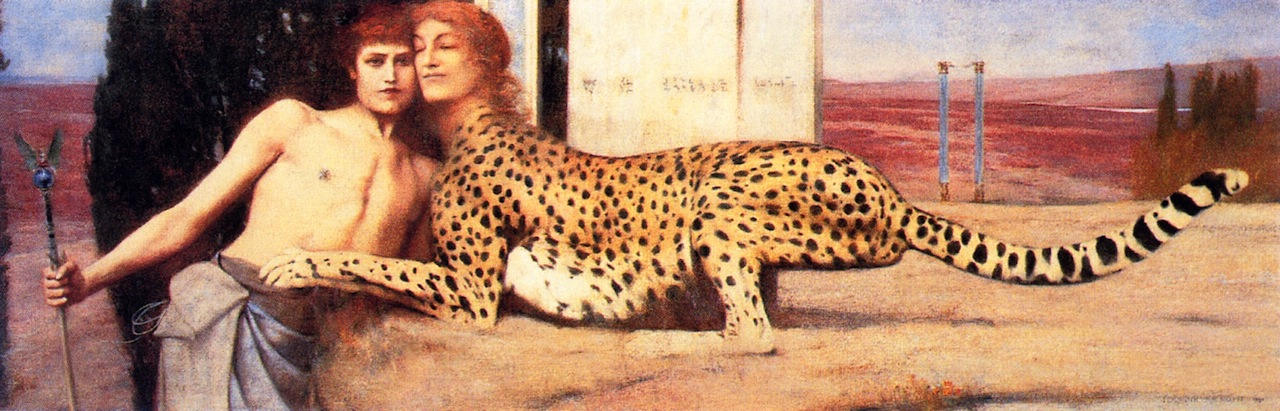
Sztuka albo Pieszczoty, 1896, Królewskie Muzeum Sztuk Pięknych w Brukseli.

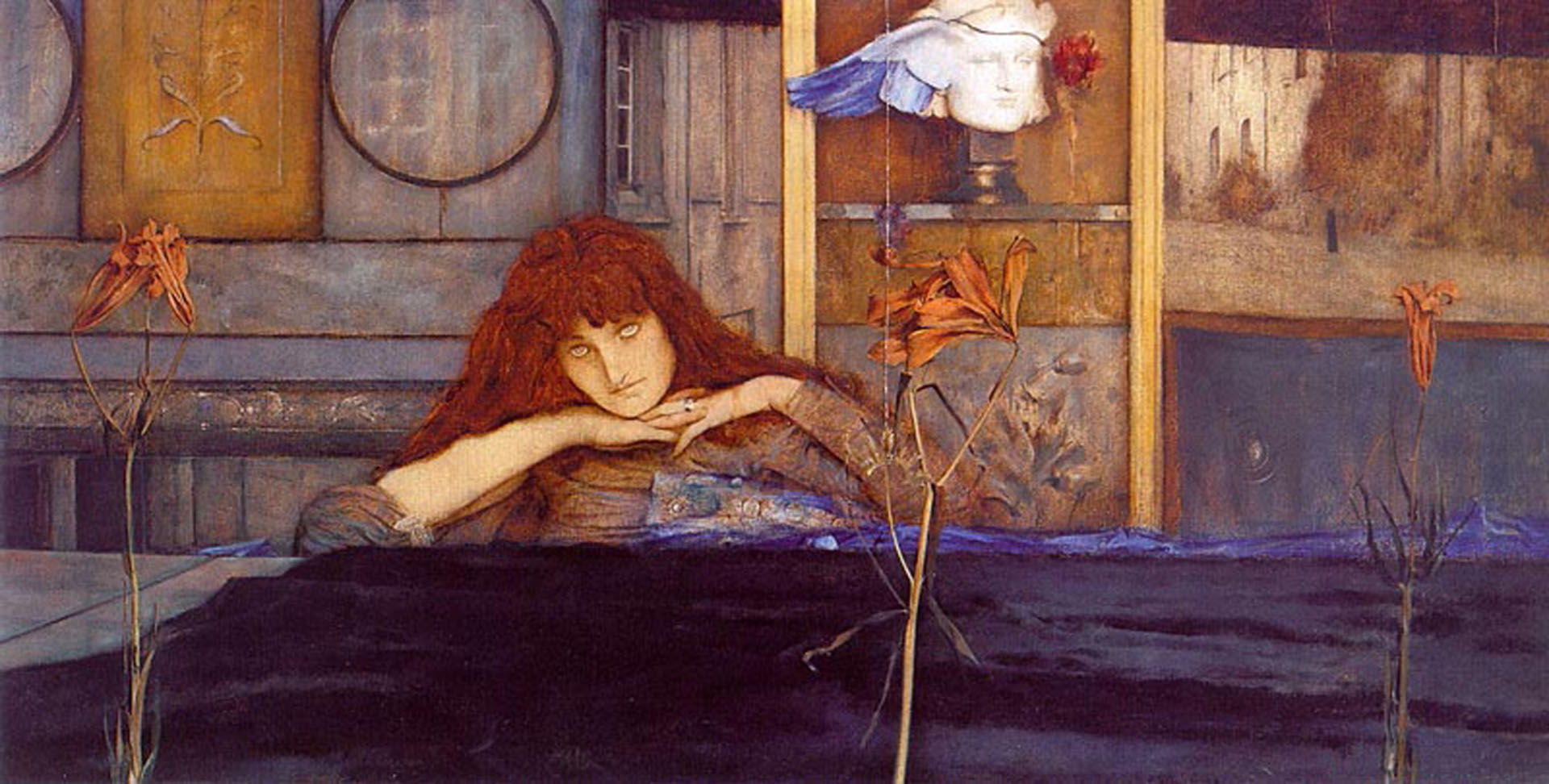
Pustelnica, 1891, Nowa Pinakoteka w Monachium

Fernand Khnopff (ur. 12 września 1858 w Grembergen, zm. 12 listopada 1921 w Brukseli) – belgijski malarz symbolista, grafik i rzeźbiarz.
Zrezygnował ze studiów prawniczych i rozpoczął naukę malarstwa na Królewskiej Akademii Sztuk Pięknych w Brukseli (1876). Trzy lata później porzucił Akademię i przeniósł się do Paryża. Po raz pierwszy zaprezentował swoje prace publicznie w Brukseli w 1881. W 1884 był współzałożycielem grupy Les XX. Zajmował się także projektami dekoracji i kostiumów, grafiką i rzeźbą. Niezadowolony z braku duchowych treści w malarstwie impresjonistów Khnopff rozwinął styl łączący realistyczne przedstawianie z oddaniem tajemniczych stanów umysłu. Malował obrazy pełne nastroju izolacji i wyciszenia.